# Bảo tàng Lịch sử Tự nhiên Quốc gia Hoa Kỳ
Bảo tàng Lịch sử Tự nhiên Quốc gia Hoa Kỳ (tiếng Anh: National Museum of Natural History) là một bảo tàng lịch sử tự nhiên do Viện Smithsonian quản lý, đặt ở Quảng trường Quốc gia ở Washington, D.C., Hoa Kỳ. Bảo tàng được tự do thăm viếng và mở cửa 364 ngày một năm. Năm 2016, có 7,1 triệu du khách, là bảo tàng được viếng thăm thứ tư trên thế giới và là bảo tàng lịch sử tự nhiên được truy cập nhiều nhất trên thế giới.
Khai trương năm 1910, bảo tàng của National Mall là một trong những tòa nhà Smithsonian đầu tiên được xây dựng độc quyền để giữ các bộ sưu tập quốc gia và các cơ sở nghiên cứu . Tòa nhà chính có diện tích khoảng 140.000 m² với diện tích 30.200 m² của khu triển lãm và không gian công cộng, và nhà ở cho trên 1.000 nhân viên.
Bộ sưu tập của bảo tàng chứa hơn 126 triệu mẫu vật  gồm thực vật, động vật, hóa thạch, khoáng vật, đá, thiên thạch, di cốt người và các hiện vật văn hoá của con người. Năm 2016, lần thứ hai được thăm viếng nhất của tất cả các viện bảo tàng Smithsonian. Đây cũng là nơi có khoảng 185 nhà khoa học lịch sử tự nhiên chuyên nghiệp - nhóm các nhà khoa học chuyên nghiên cứu về lịch sử tự nhiên và văn hoá lớn nhất trên thế giới.